# Гута-Шершневская
Гута-Шершневская (укр. Гута-Шершнівська) — село на Украине, находится в Тывровском районе Винницкой области.
Код КОАТУУ — 0524587503. Население по переписи 2001 года составляет 92 человека. Почтовый индекс — 23304. Телефонный код — 4355.
Занимает площадь 1,34 км².

## Адрес местного совета
23304, Винницкая область, Тывровский р-н, с. Шершны, ул. Щорса, 2